# Sal hawaiana

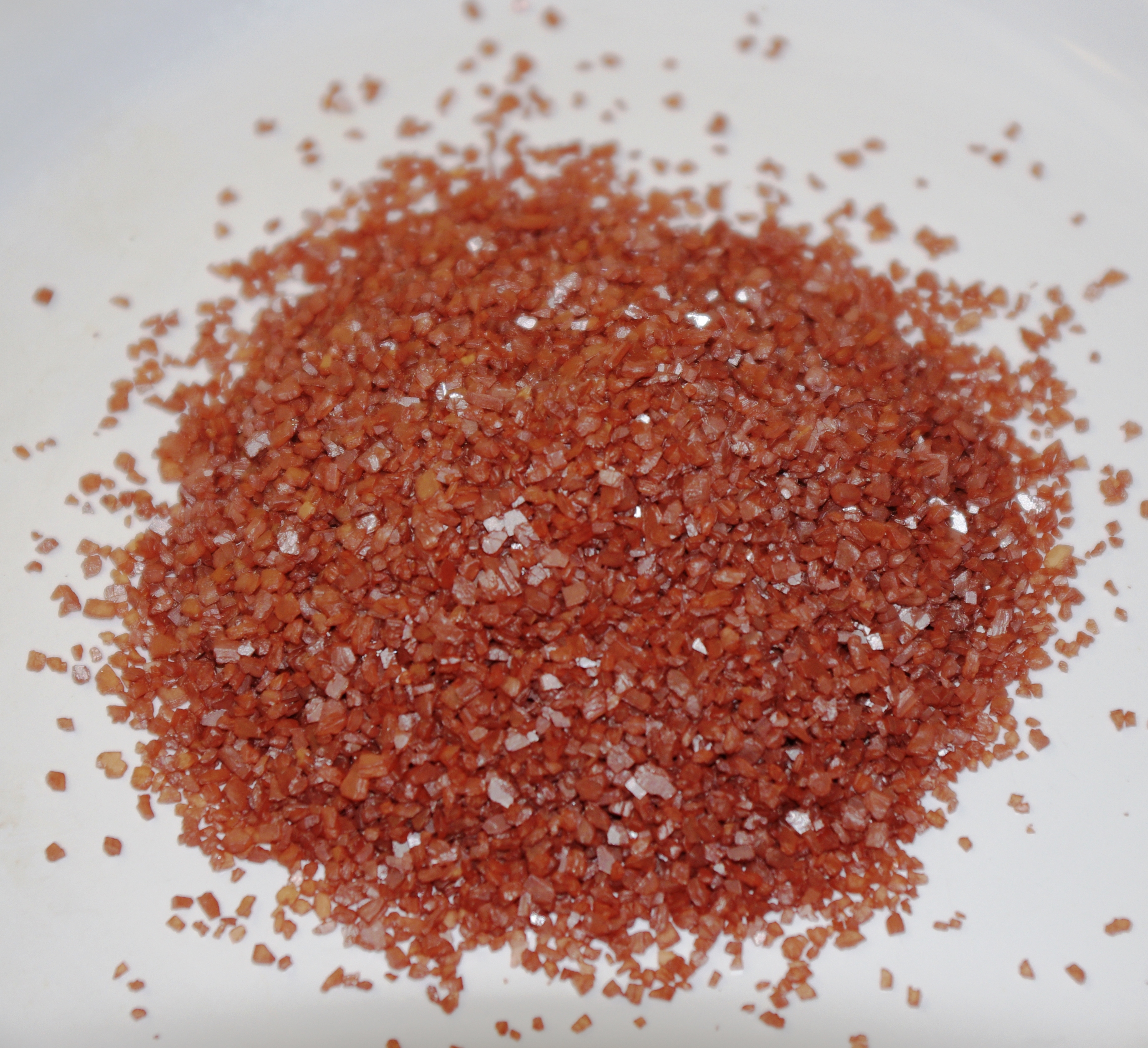
Sal hawaiana.

La sal hawaiana (denominada también alaea) es una sal marina procedente de la isla de Hawái (o incluso del Archipiélago de Hawái, aunque la más apreciada proviene de la isla de Molokai), empleada en esta cocina tanto para preservar como para aliñar ciertos platos. Un mineral natural denominado "alaea" (arcilla volcánica de color rojo oscuro) se añade a esta sal con el objetivo de que se enriquezca de óxido de hierro. Este mineral le da un color característico rosado. Esta sal es de relativo elevado precio

## Usos
Se emplea tanto en el salazonado de ciertos alimentos de la Gastronomía de Hawái como en el sazonamiento de algunos platos de carnes asadas a la barbacoa tales como el cerdo Kalua. Es frecuente también que se emplee en los rituales de purificación de canoas. 